# Massey-eiland
Massey-eiland (Engels: Massey Island) in de Noordelijke IJszee is een van de Koningin Elizabetheilanden in de Canadese Arctische Archipel. Bestuurlijk behoort het tot het territorium Nunavut.
Het ligt ten westen van Bathursteiland, tussen Vaniereiland in het noorden en Alexandereiland in het zuiden. Massey-eiland is onbewoond en heeft een oppervlakte van 412 km².
Het eiland is vernoemd naar Vincent Massey die van 1952 tot 1959 gouverneur-generaal van Canada was.